# ガルシア6世 (ナバラ王)
ガルシア6世（García VI, 1112年頃 - 1150年11月21日）は、ナバラ王（在位：1134年 - 1150年）。ガルシア・ラミレス（García Ramírez）とも、またヒメノ家のナバラ王では同名の王の4人目であるためガルシア4世とも呼ばれる。
アラゴン王サンチョ1世による併合以来58年にわたり、アラゴンとナバラは同君連合となっていたが、ガルシア6世からは再びナバラは単独の王を戴くことになった。ガルシア・ラミレスによりアラゴンからの独立がなったことから、「復興王」といわれる。

## 生涯
12世紀初めの生まれ（生年不明）。父ラミロ・サンチェスはガルシア3世の庶子でサンチョ4世の異母兄弟であるサンチョ・ガルセスの子。母クリスティーナ・ロドリゲスはエル・シッドことロドリーゴ・ディアスの娘であった。
1134年、アラゴン・ナバラ王アルフォンソ1世は、自身の王国をテンプル騎士団や聖ヨハネ騎士団に譲渡することを遺言し、死去した。しかしアラゴン王国およびナバラ王国の貴族らはこの遺言を拒否し、それぞれ独自に後継の王を選んだ。アラゴンがアルフォンソの弟ラミロ2世を王位に就けたのに対し、ナバラは貴族・高位聖職者・都市代表からなる会議がガルシア3世の曾孫であるガルシア・ラミレスを王に選び、それぞれの王の即位によりナバラ王国とアラゴン王国の同君連合は終わった。
治世はナバラの都市化が進み、オリテ（1147年）・モンレアル（1149年）にフエロ（特権）が与えられた。一方でカスティーリャ王アルフォンソ7世に従属する立場となり1135年に臣従を誓い、1147年にアルフォンソ7世が主導したアルメリア遠征にバルセロナ伯ラモン・バランゲー4世らと共に参戦した。
1150年に死去、息子サンチョ6世が後を継いだ。

## 子女
1130年にマルガリータ・デ・ライグレと結婚し、以下の子女をもうけた。
- マルガリータ（1128年 - 1183年） - シチリア王グリエルモ1世と結婚
- サンチョ6世（1133年 - 1194年） - ナバラ王（1150年 - 1194年）
- ブランカ（1137年 - 1156年） - カスティーリャ王サンチョ3世と結婚

のち、1144年にカスティーリャ王アルフォンソ7世の庶子ウラカと再婚した。